# Kazimierz Czepiel
Kazimierz Andrzej Czepiel (ur. 1 stycznia 1945 w Krościenku nad Dunajcem) – polski konserwator zabytkowych zespołów rzemiosła artystycznego.

## Życiorys
W 1969 roku ukończył studia na Wydziale Filozoficzno-Historycznym Uniwersytetu Jagiellońskiego (Instytut Historii Sztuki). W latach 1969–1970 pracował jako konserwator zabytków w Urzędzie Wojewódzkim w Kielcach, od 1970 roku był zatrudniony w Pracowniach Konserwacji Zabytków w Krakowie jako konserwator zabytkowych mebli, a od 1974 roku jako kierownik jedynej w Polsce pracowni konserwacji zabytkowych organów i metalu.
Od 1997 roku prowadzi działalność gospodarczą pod nazwami „Pracownia Konserwacji i Wyrobów Stolarstwa Artystycznego” i „Pracownia Dokumentacji Konserwatorskiej Stolarstwa Artystycznego”.
W 2023 odznaczony medalem „Zasłużony Kulturze Gloria Artis”.

## Prace
Kazimierz Czepiel jest konserwatorem obiektów świeckich i religijnych, restaurował około tysiąca zabytkowych mebli świeckich i kościelnych. Prowadził konserwacje m.in. takich obiektów jak:
- XVII-wieczne stalle w klasztorze Benedyktynów w Tyńcu (1972)
- kramy w krakowskich Sukiennicach (1974–1976)
- XVII-wieczne stalle w kolegiacie Bożego Ciała w Bieczu (1974–1978)
- XVII-wieczne organy przenośne w kościele klarysek w Starym Sączu
- XVII-wieczne organy w kościele farnym św. Jana Chrzciciela i św. Bartłomieja w Kazimierzu Dolnym
- XVII-wieczne organy w bazylice kolegiackiej św. Andrzeja Apostoła w Olkuszu
- XVII-wieczne organy w kościele przyklasztornym Archiopactwa Cystersów w Jędrzejowie[1][2].

## Członkostwo w organizacjach
- W latach 1964–1969 był członkiem Stronnictwa Demokratycznego[1][2].